# Eugoa suffusa
Eugoa suffusa är en fjärilsart som beskrevs av Alfred Ernest Wileman 1910. Eugoa suffusa ingår i släktet Eugoa och familjen björnspinnare. Inga underarter finns listade i Catalogue of Life.